# جوف (محرر نصوص)
جوف (بالإنجليزية: JOVE)‏ وكلمة (JOVE) تمثل الحروف الأولى من جملة (Jonathan's Own Version of Emacs) وتعني بالعربية (نسخة جوناثان من إيماكس)، وهو محرر نصوص ينتمي لعائلة البرمجيات المفتوحة المصدر وينتمي أيضاً لعائلة محررات النصوص المحاكية للمحرر إيماكس، تم إنشائه بشكل رئيسي للعمل على أنظمة التشغيل الشبيهة بيونكس، كما وأنه يدعم أيضاً أنظمة أم أس دوس وميكروسوفت ويندوز. وقد تأثر تطويره بالمحرر جوسلنج إيماكس ولكنه أصغر بكثير من ناحية الحجم وأبسط في الاستخدام والوظائف بسبب افتقاره لامتداد «موكليسب» (و هو إضافة موجودة على محرر جوسلنج إيماكس تعمل عمل لغة برمجة نصية في المحرر من أجل تطوير وظائفه وامتداداته)، تم إطلاق الإصدارة الأولى منه في العام 1983 عن طريق جونثان باين عندما كان يدرس الثانوية في مدرسة لينكولين-صدبوري في ولاية ماساتشوستس الأمريكية وكان ذلك على جهاز حاسوب صغير من نوع بي دي بي-11، وقد تم توزيع جوف على عدد من إصدارات بي أس دي يونكس ويشمل ذلك الإصدارات (2.9 بس أس دي)، (4.3 بي أس دي-رينو)، ز (4.4 بي أس دي-لايت2).